# 微小寬角水蚤
微小寬角水蚤（学名：Temorites minor）为深角水蚤科小寬角水蚤屬下的一个种。